# Ayanda Gcaba
Ayanda Gcaba (Port Shepstone, 8 de março de 1986) é um futebolista profissional sul-africano que atua como defensor.

## Carreira
Ayanda Gcaba representou o elenco da Seleção Sul-Africana de Futebol no Campeonato Africano das Nações de 2015.